# Кречетово (Торжокский район)
Кре́четово — деревня в Торжокском районе Тверской области. Относится к Мошковскому сельскому поселению.
Находится в 23 км к югу от города Торжка, на автодороге «Торжок — Высокое — Берново — Старица», между деревнями Млевичи и Мошки. На запад от деревни — река Крапивка, за рекой деревня Гусенец.

## История
В 1859 году во владельческой деревне Кречетово 11 дворов, 113 жителей. В деревне была станция на почтовой дороге Торжок — Старица.
В конце XIX-начале XX века деревня Кречетово относилась к Млевицкому (Богородскому) приходу Мошковской волости Новоторжского уезда Тверской губернии.

## Население
В 1884 году в деревне 26 дворов, 159 жителей.
В 1997 году — 12 хозяйств, 26 жителей.
Население по переписи 2002 года — 20 человек, 9 мужчин, 11 женщин.